# Razón (partido político)

El Partido Razón o Razón de la izquierda polaca (en polaco: RACJA Polskiej Lewicy; RACJA; RACJA PL), es un partido político polaco de centro-izquierda, socialdemócrata, feminista y anticlerical.
Se registró el 8 de agosto de 2002 con el nombre "Partido anticlerical del progreso RAZÓN" (Antyklerykalna Partia Postępu RACJA, APP RACJA), adoptando su nombre actual el 4 de enero de 2006.
El partido se opone a la intervención de la Iglesia católica en asuntos del estado, en la enseñanza de la religión en las escuelas y el apoyo financiero por parte del estado a la iglesia en Polonia. Aboga por la separación iglesia-estado, la promoción del rol de la mujer en la vida pública, la introducción de la educación sexual en las escuelas, el apoyo estatal de la contracepción, la legalización del aborto y la eutanasia, la tolerancia con los grupos sociales minoritarios y el reconocimiento legal de las relaciones entre personas del mismo sexo a través de uniones civiles. Apoya la sanidad pública universal y el incremento de los impuestos según renta, introduciendo condiciones económicas favorables para aquellas empresas que reducen el desempleo. También apoya que Polonia sea miembro de la OTAN.
En junio de 2005 presentó a la senadora Maria Szyszkowska como su candidata para las elecciones presidenciales de 2005.
El 23 de noviembre de 2013 el congreso del partido aprobó la resolución del consejo nacional del partido adoptada el 5 de octubre sobre la adhesión de RACJA al partido Twój Ruch (Tu Movimiento), por lo que se autodisolvió.